# アデホビル
アデホビル（またはアデフォビル、Adefovir）とは、DNAアナログで、B型慢性肝炎の治療に用いられる逆転写酵素阻害剤である。2つのピボキシル基が導入されたアデホビルピボキシル（adefovir pivoxil、Bis(2,2-dimethylpropanoyloxymethyl)[2-(6-amino-9H-purin-9-yl)ethoxymethyl] phosphonate）が製剤として用いられており、通常、これについてもアデホビルとして慣用的に呼称される。商品名はヘプセラ錠10。 グラクソ・スミスクライン株式会社より販売されていたが、2022年5月をもって販売が中止された。

## 薬理

アデホビル ピボキシルの構造式

B型肝炎ウイルス（hepatitis B virus, 以下HBV）は、その生活環のなかでRNAからDNAへの逆転写を行う。ヒトは逆転写を必要としないので、この段階を阻害すればHBVの複製のみを阻止できる。ラミブジンも同様の効果をもつが、逆転写酵素の変異により、薬効を失うことがある。アデホビルはラミブジン抵抗性となる逆転写酵素にも効果があり、複製阻害によりウイルスの増殖を阻止する。HBV共有結合閉環DNA (cccDNA) と呼ばれる段階でのウイルスDNAには作用せず、cccDNAは細胞内に残存するため、継続的に服用する必要がある。
日本では、ラミブジンとの併用が原則であったが、2008年9月よりアデホビル単独での治療が認可された。

## 副作用
重大な副作用とされているものは、腎不全、ファンコーニ症候群等の重度の腎機能障害、骨軟化症、骨折、乳酸アシドーシス、脂肪沈着による重度の肝腫大である。
ファンコーニ症候群を発症し骨折を引き起こす事があるので、投与中は定期的に血清リンおよびアルカリホスファターゼを定期的に測定する必要がある。